# Sato Icon Changer
Sato Icon Changerとはエクスプローラ上に表示される実行ファイルのアイコンを任意のアイコンに変更出来るアイコンリソースに特化した「Win32向け実行ファイルリソースエディタ」の1つ。プログラミングツールHSPで作成されたHSP開発者向けのHSP製実行ファイルアイコン変更ソフトウェアである。略称はSIC。

## 開発動機
HSPを使用することでソースコードをコンパイルしてWin32上で動作する実行ファイルを作成することが出来るが、使用するランタイムのアイコンリソースのアイコンが実行ファイルのアイコンとなる。標準のランタイムhsprtに含まれるアイコンはスープカップである。HSPの開発エディタ側で作成する実行ファイルのアイコンを任意のアイコンに変更する機能が入っていない為、当該開発者自身が以後のHSP製ソフトを作成していく上で必要となるアイコン書換ソフトを作ろうとして開発された。

## 注意点
書換可能な実行ファイルは拡張子が.exeまたは.scrの2種類のみである。また前記のファイルでも、16ビット実行ファイル、圧縮済実行ファイルは書き換えることが出来ない。バージョン4以下ではWin32OSであれば実行ファイルアイコンを書換可能であるが、書き換えられるのはHSP2製実行ファイルのみ。HSPプログラムコンテスト投稿に向け、また当該開発者のホームページHSPBC公開10年目を記念してリメイクされたバージョン5では、内部でkernel32.dllに含まれているリソース変更APIが使用されており、NT系Windowsでは3.1以降、9X系WindowsではMe以降のOSでなければ実行ファイルのアイコンを書き換えることが出来ない。その代わり、HSP2製実行ファイルはもちろん、HSP3製実行ファイルやその他のプログラミング言語で作成された実行ファイルでも書き換えることが可能である。ただし、自作したソフトなどを除き、無断でアイコンを置き換えた場合、著作権侵害になる可能性がある為に注意する必要がある。現在の最新OSであるWindows 7では頻繁に動作が停止して強制終了する為に、少し古い世代のOSでなければ使用することは出来ない。